# Třída Viper (KAL-40)
Třída Viper (KAL-40) je třída rychlých hlídkových člunů indonéského námořnictva. Jedná se o malé a rychlé čluny s lehkou výzbrojí vhodné pro hlídkování mezi množstvím indonéských ostrovů. Celkem bylo postaveno 10 jednotek této třídy.

## Stavba
Celkem bylo postaveno 10 jednotek této třídy. Do služby byly přijaty v letech 2006–2010.
Jednotky třídy Viper:
| Jméno              | Loděnice             | Vstup do služby | Status                                                 |
| ------------------ | -------------------- | --------------- | ------------------------------------------------------ |
| Viper (820)        | Pondok, Jakarta      | 19. října 2006  | aktivní                                                |
| Piton (821)        | Fasharkan, Mentigi   | 19. října 2006  | aktivní                                                |
| Weling (822)       | Fasharkan, Mentigi   | 19. října 2006  | aktivní                                                |
| Matacora (823)     | Fasharkan, Mentigi   | 14. března 2008 | aktivní                                                |
| Tedung Selar (824) | Pondok, Jakarta      | 14. března 2008 | aktivní                                                |
| Boiga (825)        | Fasharkan, Manokwari | 1. srpna 2007   | Dne 27. července 2010 těžce poškozen požárem, vyřazen. |
| Tarihu (829)       | Fasharkan, Mentigi   | 7. ledna 2009   | aktivní                                                |
| Alkura (830)       | Fasharkan, Manokwari | 20. března 2009 | aktivní                                                |
| Birang (831)       | Fasharkan, Mentigi   | 26. ledna 2010  | aktivní                                                |
| Mulga (832)        | Fasharkan, Manokwari | 26. ledna 2010  | aktivní                                                |

## Konstrukce

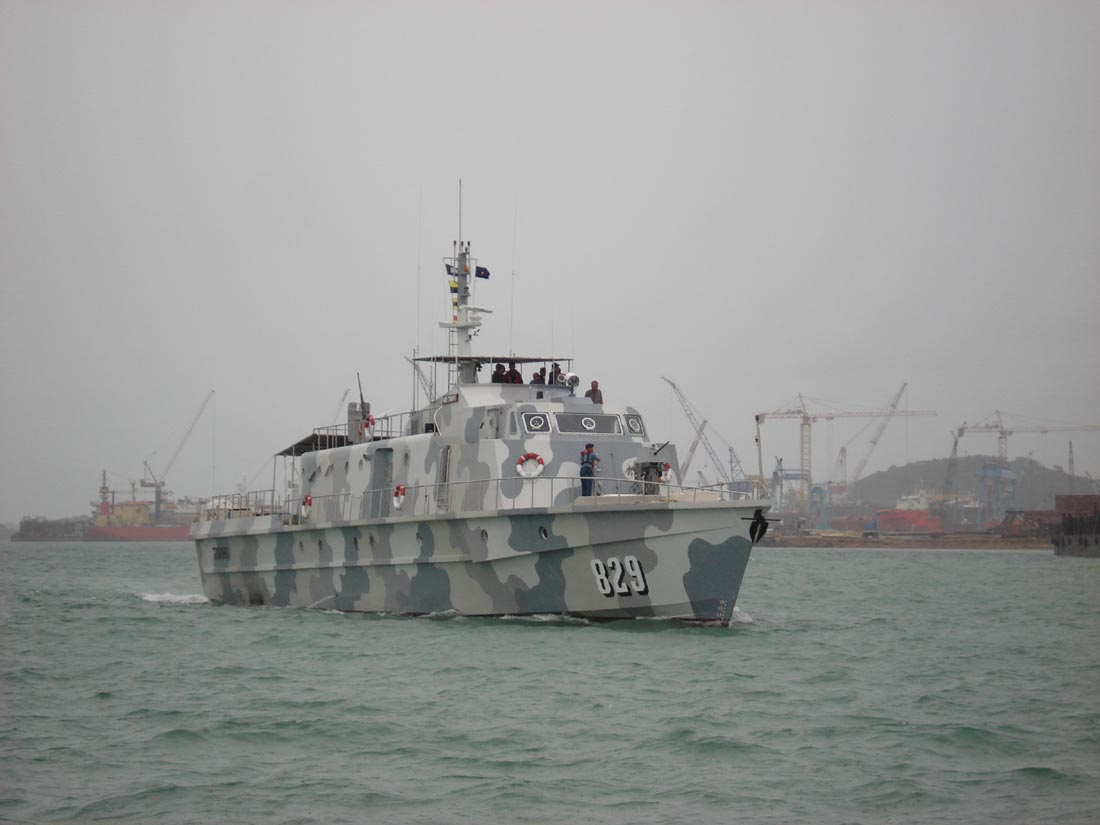
Tarihu (829)

Plavidla jsou vyzbrojena 25mm dvojkanónem a dvěma 12,7mm kulomety. Pohánějí je dva diesely o výkonu 2500 hp. Lodní šrouby jsou dva. Nejvyšší rychlost dosahuje 28 uzlů.